# Wilhelm Karl Ferdinand von Schleinitz
Wilhelm Karl Ferdinand Freiherr von Schleinitz (* 26. April 1756 in Braunschweig; † 12. Februar 1837 in Wolfenbüttel) war ein deutscher Jurist und braunschweigischer Staatsminister.

## Leben und Werk
Schleinitz besuchte das Braunschweiger Collegium Carolinum und studierte von 1774 bis 1777 Rechtswissenschaft in Göttingen. Er erhielt anschließend eine von Herzog Karl I. von Braunschweig geförderte Ausbildung in Wetzlar, Wien und Regensburg. Er wurde am 2. November 1780 in Braunschweig Kanzleiassessor. Am 25. August 1782 folgte die Ernennung zum Legationsrat und Residenten am Kaiserhof in Wien. Er wurde am 14. Juli 1789 zum Regierungsrat und am 15. Januar 1798 zum Präsidenten der Regierung in Blankenburg (Harz) ernannt. Zur Zeit des Königreichs Westphalen wurde er 1808 Richter am Appellationsgericht in Kassel und danach Präsident des Kriminalgerichts für das Saaledepartement in Halberstadt. Nach der Rückkehr Herzog Friedrich Wilhelms wurde von Schleinitz am 28. Januar 1814 Präsident der Appellationskommission und des Konsistoriums in Wolfenbüttel. Am 7. Februar 1815 wurde er als Geheimrat und Mitglied des Geheimratskollegiums nach Braunschweig berufen und übernahm, neben seinen Ministerialgeschäften, auch noch das Präsidium des am 13. Dezember 1816 zu Wolfenbüttel für Braunschweig, Waldeck und die beiden Lippischen Fürstentümer gemeinschaftlich errichteten Oberappellationsgerichts. Am 19. Mai 1827 von Herzog Karl II. in den Ruhestand versetzt, wurde er nach dessen Rücktritt von Herzog Wilhelm am 7. Oktober 1830 wieder zum Präsidenten des Konsistoriums und am 31. Mai 1831 zum Präsidenten des Oberappellationsgerichts ernannt.
Er war seit 1789 mit der aus Österreich stammenden Barbara von Hochstetter verheiratet. Beider Söhne waren der braunschweigische Minister Wilhelm von Schleinitz (1794–1856), der preußische Politiker Julius von Schleinitz (1806–1865) und der preußische Minister Alexander von Schleinitz (1807–1885).